# Jan Antonín Baťa
Jan Antonín Baťa (Uherské Hradiště, 7 de março de 1898 — São Paulo, 23 de agosto de 1965) foi um empresário fabricante de calçados nascido na República Checa radicado no Brasil. Era irmão de Tomáš Baťa. Era conhecido como o rei dos calçados.
Emigrou para o Brasil, onde fundou várias localidades, incluindo: Bataiporã, Bataguassu, Batatuba, Anaurilândia e Mariápolis.